# Annett Davis
Elizabeth Lee Masakayan (Long Beach (Califórnia), 22 de setembro de 1973) é uma vôlei de praia estadunidense.

## Carreira
Ela disputou a edição dos Jogos Olímpicos de Verão de 2000, em Sydney, Austrália,  ao lao de sua parceira Jenny Johnson Jordan ocasião que finalizou na quinta colocação e com esta atleta conquistou a medalha de prata no Campeonato Mundial de Vôlei de Praia de 1999, em Marsella, França.